# Fred Barrie
Fred R. Barrie (1948) is een Amerikaanse botanicus.
In 1976 behaalde hij een B.G.S. aan de University of Michigan. In 1979 behaalde hij een BSc. in de biologie aan Metropolitan State College in Denver. In 1981 behaalde hij een MSc. in de botanie aan de Washington State University. In 1990 behaalde hij een Ph.D. in de botanie met het proefschrift A systematic study of the Mexican and Central American species of Valeriana (Valerianaceae) aan de University of Texas at Austin.
Barrie was verbonden aan het Natural History Museum in Londen. Hier werkte hij met Charlie Jarvis aan het Linnaean Plant Name Typification Project, dat zich richtte op het in kaart brengen van het potentiële typeplantmateriaal verbonden aan de circa 10.000 botanische namen die zijn gepubliceerd door Carl Linnaeus.
Barrie is verbonden aan het Field Museum in Chicago en de Missouri Botanical Garden als assistent-conservator. Hij houdt zich bezig met onderzoek naar de systematiek van Valeriana en andere leden uit de familie Valerianaceae (vooral in de Nieuwe Wereld), Apiaceae, Eugenia (Myrtaceae), de floristiek van Meso-Amerika, botanische nomenclatuur (International Code of Botanical Nomenclature) en de typering van linneaanse en andere achttiende-eeuwse botanische namen (Linnaean Typification Project). Hij onderzoekt de Meso-Amerikaanse floristiek in het kader van het Flora Mesoamericana Project, een samenwerkingsverband tussen de Missouri Botanical Garden, de Universidad Nacional Autónoma de México en het Natural History Museum in Londen.
Barrie is lid van de American Society of Plant Taxonomists en de Botanical Society of America. Hij heeft publicaties op zijn naam in tijdschriften als Brittonia en Novon. Hij zit in de redactie van Systematic Botany als specialist in de botanische nomenclatuur.